# DCU Gravel Cup
DCU Gravel Cup er Danmarks Cykle Unions officielle cup i gravelcykling for eliteryttere, der køres over flere afdelinger. Løbsserien bliver kørt første gang i 2024.
Med Mads Christensen og dennes firma Adventure Cycling gik Danmarks Cykle Union i 2024 sammen om at etablere den nye cup fra gravelcykling. Den første udgave har tre afdelinger, hvoraf den ene også er danmarksmesterskabet i gravel.

## Vindere

### Eliteherrer
| År | Vinder | Toer | Treer |
| -- | ------ | ---- | ----- |

### Elitekvinder
| År | Vinder | Toer | Treer |
| -- | ------ | ---- | ----- |